# El Cerrito de las Huertas
El Cerrito de las Huertas är en ort i Mexiko.   Den ligger i kommunen Irapuato och delstaten Guanajuato, i den centrala delen av landet, 270 km nordväst om huvudstaden Mexico City. El Cerrito de las Huertas ligger 1 718 meter över havet och antalet invånare är 344.
Terrängen runt El Cerrito de las Huertas är huvudsakligen platt, men norrut är den kuperad. Runt El Cerrito de las Huertas är det ganska tätbefolkat, med 199 invånare per kvadratkilometer. Närmaste större samhälle är Irapuato, 5,9 km nordost om El Cerrito de las Huertas. Trakten runt El Cerrito de las Huertas består till största delen av jordbruksmark.